# 루시 (영화)
《루시》(Lucy)는 2014년에 공개된 프랑스의 SF 액션 영화이다. 뤼크 베송의 연출 작품.

## 줄거리
타이완 타이베이시에서 유학 중이던 루시는 남자친구 리처드의 꼬임에 빠져 호텔에 있는 조직 두목 미스터 장에게 서류가방을 전달하는 심부름을 하게 된다. 호텔에 도착하여 미스터 장을 찾는 사이에 그녀의 남자친구 리차드는 살해되고, 로비에서 루시는 미스터 장의 폭력배들에게 호텔방으로 끌려 올라간다. 루시가 호텔방에 도착하여 정신을 잃은 사이 미스터 장의 무리들은 그녀의 복부를 절개하고 마약류의 화학물질인 CPH4가 담긴 비닐 주머니를 넣어 꿰맨 다음, 미국으로 운반하라고 시킨다. 미국행을 기다리던 루시가 어디론가 끌려가 감금되어 있던 중 남자 감시원에게 저항하다가 복부를 차이면서 그 안에 CPH4가 담겨있던 비닐 주머니가 터져 다량의 CPH4가 몸 안에 투여된다. 그 결과, 루시의 두뇌 활용력이 점점 높아져 새로운 능력이 생긴다. 뇌의 활용량 24%, 신체의 완벽한 제어. 뇌의 활용량 40%, 모든 상황의 제어 가능. 뇌의 활용량 62%, 타인의 행동을 조종. 이렇게 점차 능력이 높아져가며 결국 뇌의 활용량이 24%가 넘은 루시는 감금장소를 탈출해 전사로 변신하여 미스터 장을 비롯한 폭력배에게 복수를 하며, 프랑스를 방문 중이던 뇌 과학자 노먼 교수를 찾아가 자문을 구하기도 한다. 그리고 더 많은 CPH4를 투약할수록 루시의 뇌의 활용량은 점점 높아만 가며 결국은 두뇌를 99% 사용할 수 있게 되나, 인간적인 감정은 잃는다는 것을 알게 된다. 결국 루시는 자신조차도 통제 불능의 상태가 된 채, '신'이자 '시간'이 되어 인간 세상에서 가장 확실하게 정보를 전달할 수 있게 자신의 지식을 메모리카드(USB)에 담아 전달한 채로 어디론가로 사라진다. 루시를 추적하던 미스터 장도 현지경찰 피에르 델 리오에게 살해당한다. 또한 사라진 후 루시는 과거의 루시와 마주쳐 100%의 활용을 할 수 있게 된다.

## 배역
- 스칼렛 요한슨 - 루시 밀러 역
- 모건 프리먼 - 새뮤얼 노먼 교수 역
- 최민식 - 미스터 장 역
- 암르 와케드 - 피에르 델리오 역
- 줄리언 린드텃 - 라이미 역
- 필루 아스베크 - 리처드 역
- 애널리 팁턴 - 캐럴라인 역
- 니콜라 퐁페트 - 질 역
- 요한 필립 애스백 - 리처드 역
- 얀 올리버 슈뢰더 - 독일인 마약 운반책 역
- 루카 안젤리티 - 이탈리아인 마약 운반책 역
- 메이슨 리 - 리젠트 호텔 컨시어지 역
- 아 켄 - 리젠트 호텔 컨시어지 역
- 클레어 트란 - 승무원 역
- 릑 브라벵 - 교수 역
- 피에르 그라몽 - 교수 역
- 피에르 푸아로 - 교수 역
- 베르트랑 쿼니암 - 교수 역
- 파스칼 루아종 - 마약 중독자 역
- 피에르 제라드 - 공항 의사 역
- 시판 샤오 - 중국인 의사 역
- 폴 챈 - 타이페이 외과의 역
- 이자벨 카그넷 - 공항 간호사 역
- 프레더릭 카우 - 캐빈 매니저 역
- 신유람 - 창수 역
- 서정주 - 정주 역
- 밥 마텟 - 세관원 역
- 볼프강 피소 - 베를린 세관원 역
- 세드릭 체밤 - 경찰 역
- 알렉시스 랭허드 - 경찰 역
- 토니오 디스칸벨 - 경찰 역
- 크리스토프 라밸 - 경찰 역
- 줄리안 페르소나즈 - 경찰 역
- 매튜 브라베 - 학생 역
- 르노 세스트르 - 학생 역
- 로라 다리스타 - 루시 엄마 역 (목소리)

## 같이 보기
- 포스트휴먼